# Arapovac (otok)
Arapovac je nenaseljeni otok u Kornatskom otočju. Nalazi se u Kornatskom kanalu, 600 metara od otoka Kornata, a najbliži otok je Maslinjak, 320 metara sjeverozapadno.
Površina otoka je 9622 m2, duljina obalne crte 371 m, a visina 11 metara. Otok je eliptičnog oblika, dimenzija 145 x 90 metara.

## Vanjske poveznice
|  | Zajednički poslužitelj ima još gradiva o temi Arapovac (otok) |